# Schleuse Altfriesack
Die Schleuse Altfriesack befindet sich bei Kilometer 29,16 des Rhins, eines rechten Nebenflusses der Havel in Brandenburg.
Die erste Altfriesacker Schleuse nahm ihren Betrieb im Jahre 1787 auf. Alle schiffbaren Abschnitte des Rhins sind heute Landeswasserstraßen des Bundeslandes Brandenburg in Deutschland. Die Schleuse steht unter Denkmalschutz.

## Geschichte
Schon 1474 soll es am Rhin eine Schneidemühle gegeben haben und einen entsprechenden Mühlenstau. Am südlichen Ende des Ruppiner Sees schließt sich in Altfriesack ein kurzer Schleusenkanal an, der zur Schleuse Altfriesack führt, einem für die frühere Zeit anspruchsvollen Wasserbauwerk. Sie entstand als Zweikammerschleuse mit einer Vorkammer, einer Form der Koppelschleuse, und einer Klappbrücke über das Unterhaupt.

## Die Schleuse
Die Schleuse Altfriesack liegt in den Ruppiner Gewässern und verbindet über den Rhinkanal den Bützsee mit dem Ruppiner See. Die Schleuse zusammen mit dem Schleusenhaus und der Klappbrücke nach holländischem Vorbild sind denkmalgeschützt. Die Brücke über das Unterhaupt der Schleuse wurde ursprünglich im Jahr 1787 als Holzkonstruktion erbaut und 1927 durch eine Stahlkonstruktion ersetzt. Im Jahre 1994 erfolgte die vollständige und denkmalgerechte Erneuerung.
Die Schleusenanlage besteht aus zwei Kammern in Nord-Südlage. Die nördliche Kammer hat eine tatsächliche nutzbare Länge zwischen den Tornischen von etwa 40 Metern und eine Nutzbreite von etwa 6,70 Metern. Sie wird verschlossen durch Stemmtore. Die größere, südlich gelegene Kammer der Koppelschleuse ist etwa 61 Meter lang und etwa 15 Meter breit, ähnlich einer Schleppzugschleuse mit einem seitlich, nach Westen versetzten Stemmtor von ebenfalls etwa 6,70 Metern Durchfahrtsbreite. Fahrzeuge mit einem Tiefgang über 90 Zentimeter müssen für eine Talschleusung beide Kammern beantragen und zur unteren, der nördlichen Kammer durchfahren bzw. in der Bergfahrt dort verbleiben. Grund ist die geringe Tiefe des Mitteltordrempels von weniger als einem Meter.
Zwischen der Fußgänger- und Straßenbrücke gibt es Warte- und Liegemöglichkeiten. Auch hier beträgt die Wassertiefe im Mittel kaum einen Meter.
Wasserwanderer können die Schleuse auch über das parallel verlaufende Mühlenfließ umpaddeln. Hier befindet sich auf der Höhe der Schleuse ein Wehr, das über das Ufer umtragen werden kann. Es steht ein Kanuwagen zur Verfügung. Das Wehr mit der Umtragestelle eignet sich auch zum Einsetzen der Boote.
Die Schleusungen erfolgen in der Regel zu jeder vollen Stunde oder nach Voranmeldung.

## Karten
- Folke Stender: Redaktion Sportschifffahrtskarten Binnen Nautische Veröffentlichung Verlagsgesellschaft, ISBN 3-926376-10-4.